# باشگاه فوتبال آستریا کرنتن
باشگاه فوتبال آستریا کرنتن (انگلیسی: SK Austria Kärnten) یک باشگاه فوتبال مستقر در کلاگن‌فورت، کشور بود که تا سال ۲۰۱۰ در بوندس‌لیگا اتریش، بالاترین سطح لیگ فوتبال در این کشور به فعالیت می‌پرداخت. 